# Bourbon-restauráció
A Boubon-restauráció Franciaország történelmének az az időszaka, amikor helyreállították a királyságot mint államformát. Két részre oszlik:
- az első restauráció, I. Napóleon császár lemondásától 1814. április 6-án hatalmának visszaszerzéséig 1815 márciusában;
- a második restauráció, az Első Francia Császárság végleges bukásától 1815. július 7-én X. Károly király lemondásáig 1830. augusztus 2-án a júliusi forradalom nyomán.

A restauráció a Bourbon-ház uralmának visszatérését jelentette, de nem a francia forradalom előtti abszolút monarchia alakjában, hanem alkotmányos monarchiaként egy 1814. június 4-én elfogadott alkotmányos karta alapján.
A restauráció időszakát egy másik királyi rendszer követte, az ún. „Júliusi monarchia”, melynek uralkodója a Boubon-ház orléans-i ágából származó I. Lajos Fülöp király volt.
Olyan nemzetközi kontextusban, melyben alig állt helyre a béke a napóleoni háborúk után, a restauráció monarchia és parlamentarizmus közötti, valamint királyi hegemónia és a hatalmak szétválasztása közötti lehetséges viszonyok kísérleti időszaka volt.
Az ipari forradalom mély gazdasági és társadalmi megrázkódtatásokat okozott, de a gazdaság jobbulási tendenciát mutatott. A belpolitikában igazi parlamenti élet zajlott, melyet szélsőséges monarchizmus és liberalizmus közötti ingadozás jellemzett, amit a kormányváltások is tükröztek.

## A rendszer története

### A Bourbonok visszatérése

#### A császárság vége

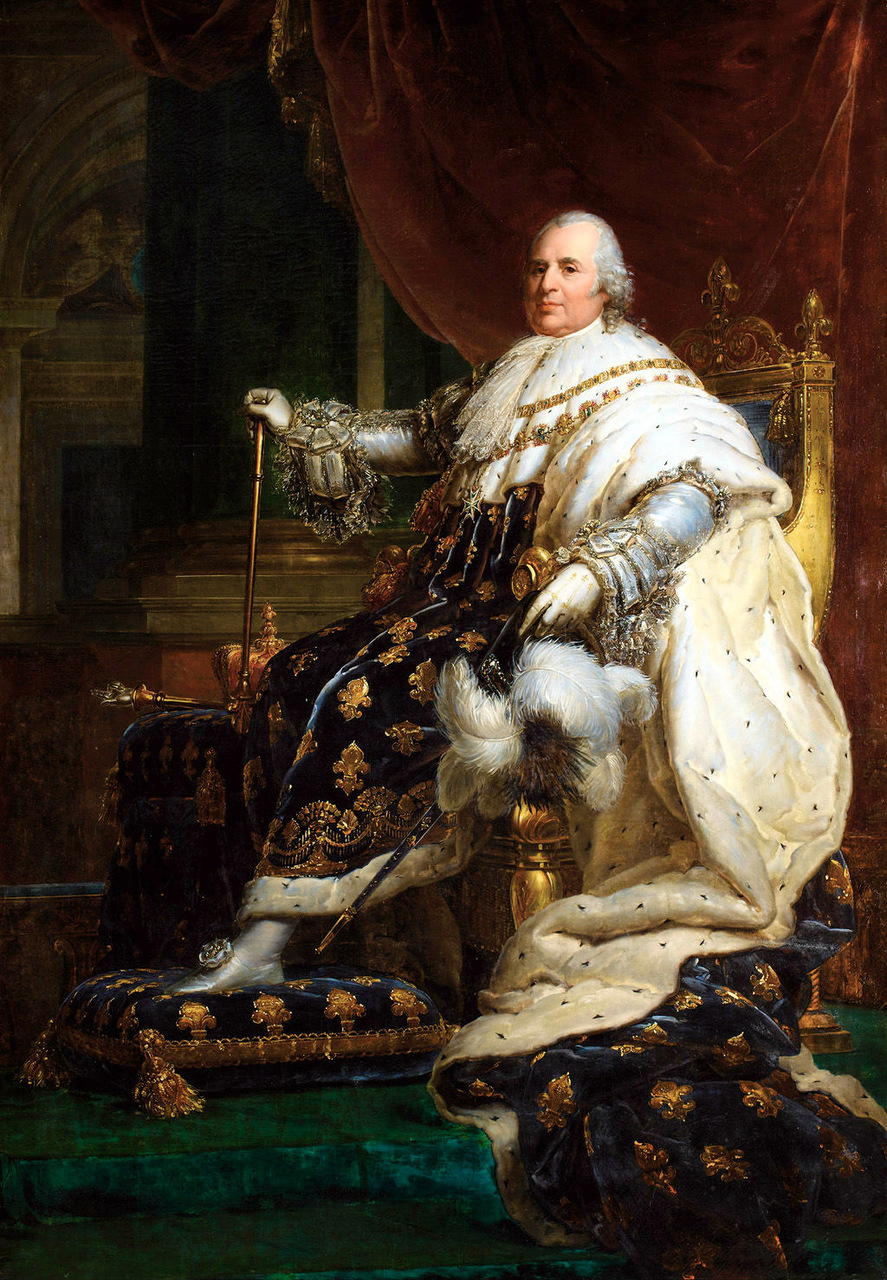
XVIII. Lajos koronázási öltözékben

Napóleon veresége az oroszországi hadjáratban 1812 végén, majd az 1813-ban elszenvedett vereségei a hatodik koalíciós háborúban külföldön, meggyengítették a császárságot. 1814-ben fojtatódtak a vereségek a koalíció részéről Franciaország területén, miközben a lakosság már megelégelte a háborút. Napóleon hajthatatlansága a béke feltételeit illetően arra késztette a szövetséges hatalmakat, hogy ne hagyják abba a háborút addig, amíg meg nem buktatják. A franciák reagálása az idegen invázióra nem volt egységes. Egyesek határozottan védekeztek, mások, főleg a párizsiak felszabadítókként fogadták az idegen csapatokat. Akárhogy is a lakosság nagy része megelégelte a háborút, a tömeges fegyverbe hívásokat és az adókat. Abban bízott, hogy a királyság visszaállítása véget fog vetni ezeknek a szenvedéseknek.
A szövetségesek nem értettek egyet a trónra helyezendő uralkodó személyéről. Az angolok azt akarták, hogy a Bourbon-ház ugyanabból az ágából származzon, mint XVI. Lajos volt király, miközben Oroszország ellene volt ennek. Több lehetséges megoldást vetettek össze, majd arra jutottak, hogy az események lefolyásának függvényében fognak választani. Ezek oda vezettek, hogy Provence grófja, a majdani XVIII. Lajos javára billenjen a mérleg. Ennek környezete elérte, hogy több városban, főleg Bordeaux-ban a Bourbonokat preferálják. Napóleon Fontainebleau-ba vonult vissza és Talleyrand-t hagyta, hogy Párizsban tárgyaljon az idegen hatalmakkal. Ennek sikerült úgy manőverezni, hogy a parlament két háza, a Szenátus és a Törvényhozó Testület vessen véget 1814. április 2-án Napóleon császárságának és ajánlja fel a Francia Királyság trónját Provence grófjának, XVI. Lajos fivérének. Miután meggyőzte az oroszokat, hogy fogadják el ezt a megoldást, Talleyrand elérte április 6-án az 1791-ben elfogadotthoz hasonló, a francia forradalom idején alkotmányos monarchiát bevezető alkotmány elfogadását, bár a királyság legelszántabb hívei ellenezték az új alkotmányt. Ugyanazon a napon Napóleon lemondott és megkapta az Elba-sziget feletti szuverenitást, valamint járadék ígéretét a francia kormányól.
Provence grófja egyelőre Angliában maradt, előbb Artois grófja, ennek öccse, a majdani X. Károly király tért vissza Franciaországba. Ő fenntartásokkal fogadta magát az eszméjét annak, hogy Franciaországnak alkotmánya legyen. Elhatározták a trikolór helyettesítését a forradalom előtti királyság fehér zászlajával, ami nagy elégedetlenséget váltott ki a katonák körében, akik büszkét voltak a trikolór alatt megvívott csatáikra. Az új uralkodó április végén érkezett Franciaországba és május 2-án találkozott a szenátorokkal. Nem értett egyet az alkotmányban előírt népszuverenitással és elhatározta az alaptörvény módosítását. A XVIII. Lajos nevet vette fel testvére, XVI. Lajos uralmának folytonossága nevében, azt is beleérve, hogy ennek fia lett volna XVII. Lajos, ha nem halt volna meg 1795-ben gyermekkorában. Kijelentéseivel ellentétben az uralkodó által megalakított kormány mégis mérsékelt volt, a nemzeti megbékélés elérésének érdekében.
Május 30-án megkötötték a szövetségesekkel a párizsi békét. Franciarország az 1792-es határaihoz jutott vissza, amikor elkezdődtek a forradalom és a császárság hódításai. Ezekből megmaradt neki néhány kis terület, de elvesztette gyarmatainak egy részét. A békeszerződés, amelyért Talleyrand tárgyalt, általában kedvező volt Franciaországnak, de utólag a területi veszteségekért gyakran fog szemrehányást tenni a hatalomnak az ellenzék egy része.

#### Az első restauráció

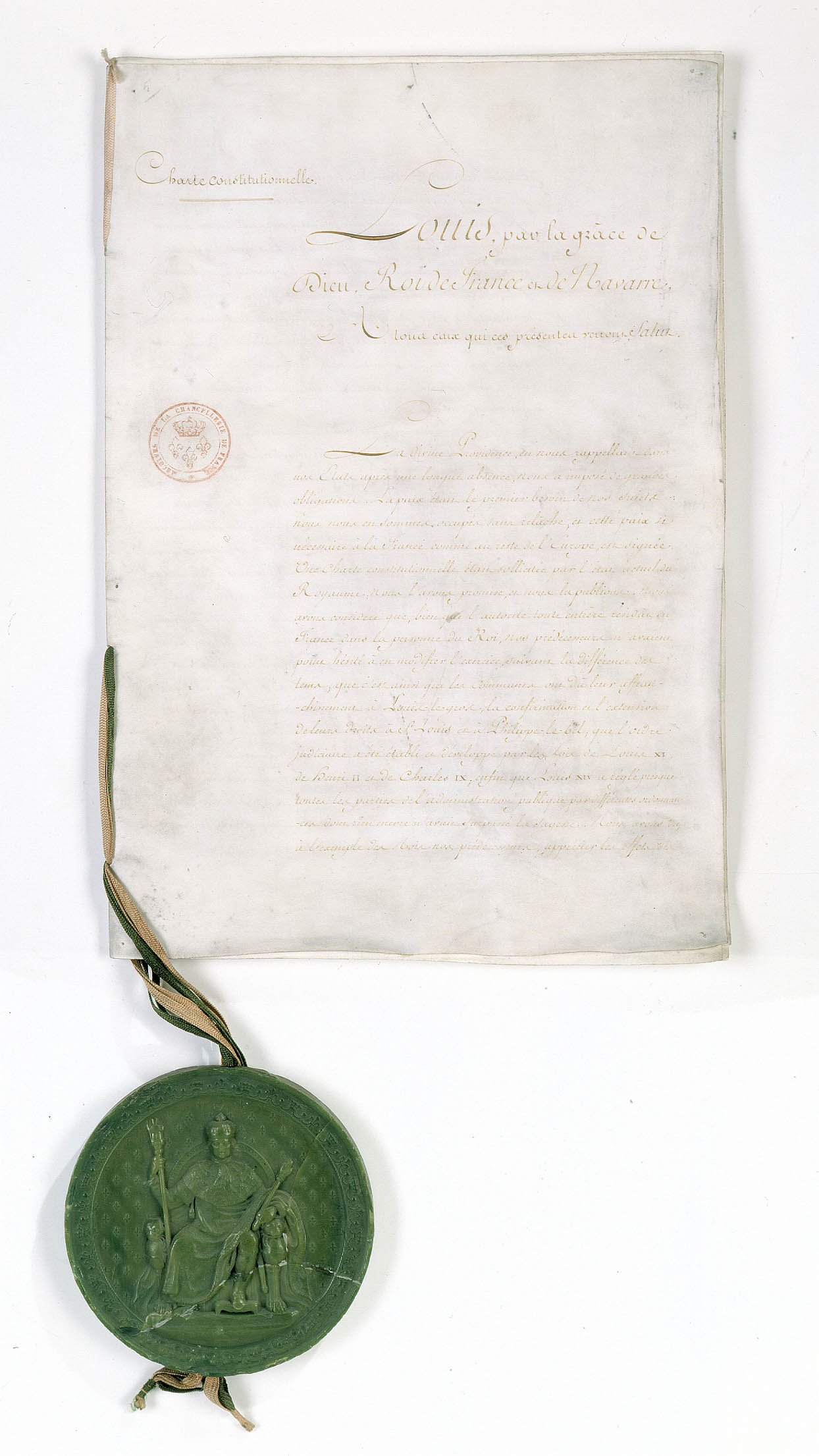
Az 1814. június 4-i alkotmányos karta eredeti példánya

A szövetségesek azt akarták, hogy a király oktrojáljon országának alkotmányt, bár az 1814. április 6-it elutasította. Egy bizottság sebtében olyan alkotmányos kartának nevezett szöveget szerkesztett, amely szakított az alkotmány fogalmának forradalmi imázsával a monarchikus örökséghez kötött szókincset alkalmazva. Kompromisszum volt, mely elismerte a forradalom alatt meghonosodott olyan fontos elveket, mint a vallásszabadság, az adózással és az igazságszolgáltatással szembeni egyenlőség stb. Az ország egysége elérésének érdekében politikai amnesztiát hirdettek ki minden 1814 előtti cselekedetre vonatkozóan. Azonban a karta megerősítette az uralkodó végrehajtó, törvényhozó és igazságügyi hatalmát, valamint a cenzusos szavazással megszavazott Képviselőház feloszlatásának jogát, és azt a jogot, hogy ő nevezze ki a felsőház, a Pairek kamarájának tagjait. A parlamentnek több hatalma volt, mint a császárság idején, és ennek igazságszolgáltatási rendszerét tartották meg általában, főleg a napóleoni polgári törvénykönyvet. Mivel kompromisszum szellemében lett megszerkesztve, elég homályosan ahhoz, hogy különböző politikai irányzatok remélhessék elvárásaiknak megfelelő alkalmazását, a kartát erélyesen bírálták a legelkötelezettebb monarchisták, főleg a Hit Lovagjai testvériség tagjai.
1814. május 12-én XVIII. Lajos elrendelte a gyalogság békeidői feltételeknek megfelelő újraszervezését és a trikolór helyettesítését a Francia Királyság fehér zászlajával.
Az első restauráció alatt a kormánynak nem volt főnöke, az összes miniszter közvetlenül a király előtt volt felelős, és az orosz, valamint az angol nagykövet is felügyelte őket. Mivel nem ismerte az 1791-ben elhagyott ország állapotát, XVIII. Lajos széleskörű statisztikai adaggyűjtést indított, hogy jobban megismerje a lakosságot. A sajtó szabad volt, belőle is megismerhette a rendszer elleni bírálatokat. Figyelmes volt a nemesség iránt, hogy ez hű legyen hozzá, a királyi udvar pedig újrakezdte fényűző életét.
Talleyrand személyisége mint külügyminiszter lehetővé tette, hogy Franciaország részt vegyen a bécsi kongresszuson és megtartsa helyét a nagyhatalmak között. Joseph-Dominique Louis pénzügyminiszter az állam pénzügyeit helyreállítani hivatott politikát folytatott, főleg sok erdőterület eladásával, közöttük olyanokét, melyeket a római katolikus egyháztól koboztak el a forradalom idején. Ugyanaz a célja volt az ígéretek ellenére megtartott közvetett adóknak, ami főleg a szegényeket sújtotta. Ez a politika hatékony volt, de kiváltotta azt, hogy a rendszer elvesztette a szegények egy részének az iránta tanúsított rokonszenvét.
A nemesek, főleg azok, akik emigráltak a forradalom idején, nem látták jó szemmel, hogy a nemzeti egységet kívánó király a császárság idejében kialakult elitet is tisztelettel kezelte. A nemesek azt remélték, hogy kártalanítást fognak kapni az elkobzott javaikért, de ez nem történt meg.. Másrészt erőteljesen nyilvánult meg újra a klérus, aki körmeneteket és engesztelő szertartásokat rendelt el, és a vasárnapi szórakozásokat is betiltotta. Ugyanakkor privilégiumokat kapott az oktatás terén. Mindezeket bírálatok érték sőt, még antiklerikális megnyilvánulásokat is. A katonák nem békéltek meg a trikolór eltávolításával és igazságtalanságnak érezték a hadsereg létszámának csökkentését és a leszerelteket érő megélhetési gondokat, mivel a császárság alatti zsoldjuk csupán felét kapták. A restauráció reményeket keltett, de csalódásokat okozott. Artois grófjának környezete abszolút monarchiáért szállt síkra és kihágásai akadályozták a király megbékélésre irányuló cselekvéseit. Mindez rendszerellenes érzelmeket élesztett fel.

#### A száz nap

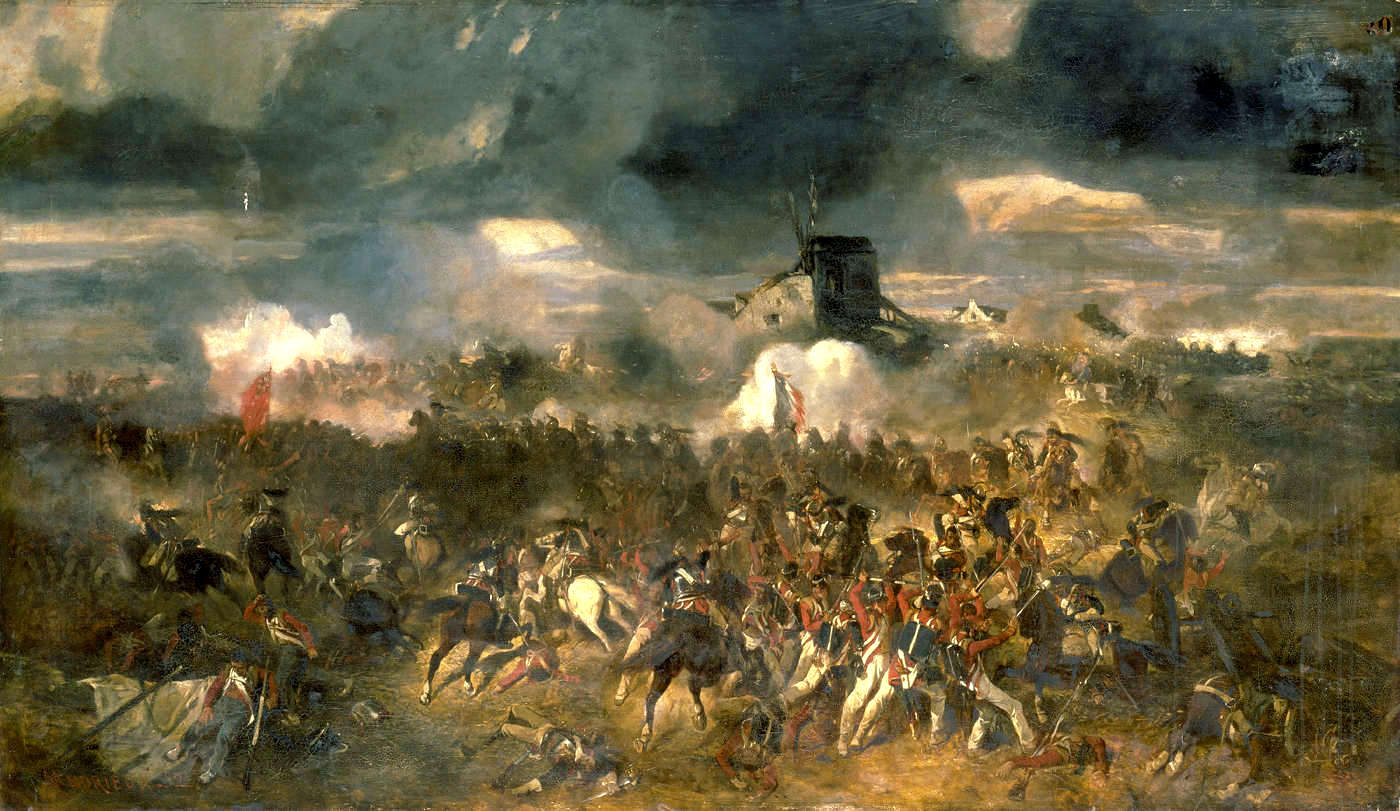
Waterlooi csatajelenet

Az 1815-ös békeszerződés nyomán Franciaország által elveszített területek

A rendszer ellenzői, főleg a katonák, Napóleonban bíztak, aki a múlt győzelmeinek szimbóluma volt. Ez nem kapta meg a neki ígért járadékot és elhatározta, hogy kihasználja a franciaországi elégedetlenségeket hatalmának visszaszerzése céljából. 1815. március 1-én partra szállt Dél-Franciaországban kb. ezer emberével. A kormány megpróbálta megállíttatni a hadsereggel, de ennek nagy része átállt Napóleonhoz, beleértve Michel Ney volt marsallját, akit ellene küldtek mint utolsó esélyt a megállítására. Látva, hogy Párizs védhetetlen, XVIII. Lajos elmenekült Gentbe kevéssel azelőtt, hogy Napóleon bevonult a városba. Vidéken voltak királypárti felkeléskísérletek, de kudarccal végződtek. Bár megalakított egy emigráns kormányt, a király tudatában volt annak, hogy trónjának sorsa az idegen hatalmak cselekvésétől függ. Valóban a száz nap hamarosan véget ért Napóleon vereségével az angolok és a poroszok részéről a waterlooi csatában.

### A második restauráció kezdetei (1815–1820)

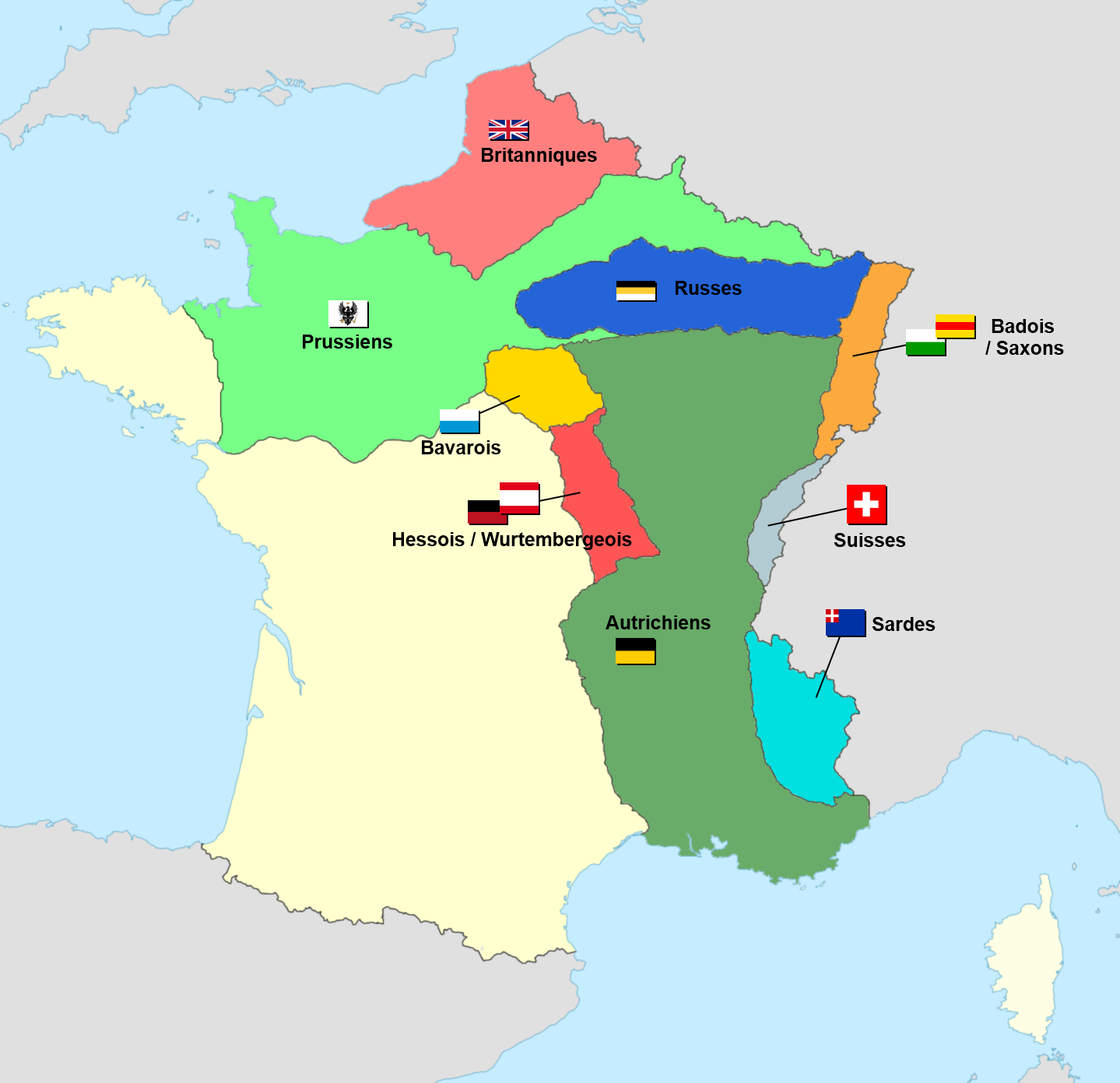
Idegen csapatok által elfoglalt francia területek 1815 júniusa és 1818 novembere között

#### A királyság visszatérése
Napóleon bukása ellenére a Bourbonok helyzete nem volt könnyű. Az a gyorsaság, amellyel összeomlott XVIII. Lajos rendszere nem mutatta az idegen hatalmak kívánta stabilitást, és ezek arra gondoltak, hogy esetleg az Orléans-i ház jelentené a megoldást. Az egyetlen, aki támogatta XVIII. Lajost Wellington herceg volt, a waterlooi győztes. Mégis, úgy mint az első restaurációkor, a szövetségesek azt határozták el, hogy a belső helyzet fejleményeitől függően fognak választani. Ez nem volt kedvező, a képviselők továbbra is ellenségesek voltak a király iránt.
Joseph Fouché, Napóleon volt rendőrminiszterének cselekvése volt határozó. Úgy manipulálta a parlamentet, hogy távolítsa el az összes lehetséges trónkövetölőt és bejelentve Napóleon kapitulálását, előkészítette a terepet XVIII. Lajos visszatéréséhez, amit július 6-án orosz csapatok párizsi bevonulása is felgyorsított. Két nappal később, Talleyrand bátorítása nyomán a király visszatért Párizsba. A közvélemény egy része nemtetszéssel fogadta, mint olyasvalakit, akit idegen invázió hozott, főleg mert a szövetségesek az ország nagy részét elfoglalták, nehéz körülményeket okozva a lakosságnak.
Július 9-én a király kinevezte Talleyrand-t a kormány élére. Fouché, még mindig rendőrminiszterként valójában megosztotta vele a kormányfőnökséget. Mindketten arra törekedtek, hogy több hatalmat biztosítsanak a parlamentnek és nagyobb sajtószabadságot, miközben tisztogatást végeztek a közigazgatásban, elkerülendő a száz nap epizódjának megismétlését.

#### A fehér terror és az 1815-ös Képviselőház

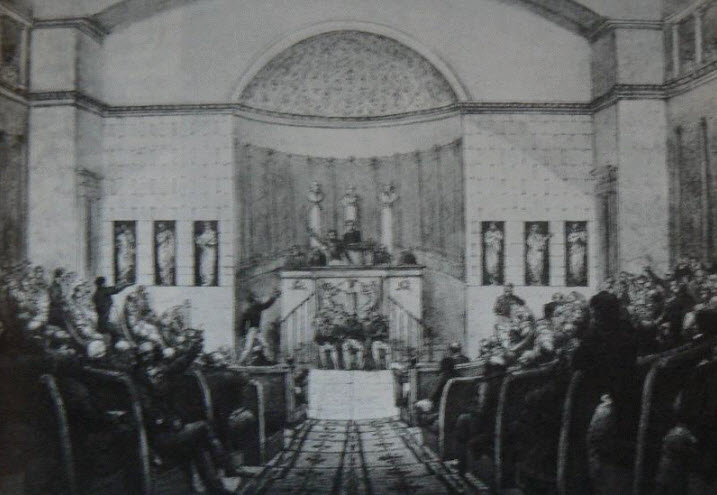
Az 1815-ben megválasztott Képviselőház

A nemzet egységének érdekében a király törölni akarta azok sérelmeit, akik a száz nap alatt Napóleonra számítottak, de nem kíváta sokkolni a szélsőséges mornarchista támogatóit sem. Megbocsátást ígért „az eltévelyedett franciáknak”, de azt is, hogy megbünteti azokat, akik hozzájárultak Napóleon visszatéréséhez. Fouché elkészítette az elítélendő személyek jegyzékét, amely 300-ról kb. 60-ra csökkent, és ezek közül csak 20-at ítéltek el. Ez nem elégítette ki a szélsőséges abszolutistákat, akik bosszúból atrocitásokat követtek el, főleg Franciaország déli régióiban. A rendszer hitelessége a közvélemény két részében csorbult: abban is, amely szemére vetette, hogy nem tudja leállítani az atrocitásokat, és a szélsőséges monarchisták körében is, akik bírálták azt, hogy a király elítélte az atrocitásokat.
Azért, hogy végleg lezárja a száz nap epizódját, a király feloszlatta a Képviselőházat és 1815. augusztus 14-én és 22-én új választásokat tartottak. Ezek előtt arra hivatott rendeleteket hoztak, melyekről azt gondolták, hogy korlátozni fogják úgy a túl sok szélsőséges monarchisták, mint a túl sok neojakobinus megválasztását, például azzal, hogy lecsökkentették a választójog korhatárát. Csakhogy a 100 nap zavaros időszaka és az azutáni atrocitások megijesztették a választók nagy részét, akik többségükben a király eszméihez viszonyítva abszolútabb monarchia híveire szavaztak. Ezek a 400-ból 350 mandátumot szereztek.
A Képviselőház többségének eleget téve, Talleyrand elérte Fouché lemondását, akinek nagy szerepe volt XVI. Lajos halálra ítélésében. Talleyrand tudta, hogy az ő megtartása is kormányfőként a béketárgyalások eredményétől függ, melyeket ő fog lefolytatni a szövetségesekkel. Ezért lemondott, amikor megkötötték az újabb párizsi békét, amely sokkal keményebb volt, mint az első. Néhány területi veszteséget, több évre szóló idegen megszállást és nagy, Franciaország által kifizetendő háborús jóvátételt eredményezett. A király Talleyrand-t azonnal a volt emigráns Richelieu herceggel helyettesítette, és ez megnyugtatta a képviselőket.
A kormányban Rihelieu befolyása hamarosan Élie Decazes-éval oszlott meg, aki a király kedvence volt és Fouchét helyettesítette. A Képviselőházat a Hit Lovagjai uralták, és kemény intézkedéseket hoztak azok ellen, akik árthattak a rendszernek, azaz megkönnyítették az összeesküvéssel gyanúsítottak elítélését. Egy 1816. január 12-i törvény amnesztiát adott Napóleon híveinek, kivéve családja fontos tagjainak és azoknak, akik támogatták 1793-ban XVI. Lajos halálra ítélését, ami sok érintett emigrálását idézte elő. A kormánynak többször kellett mérsékelnie ezen intézkedések szélsőséges alkalmazását. Így is az ezek körüli történések a közvélemény éles megoszlásához járultak hozzá, következésképpen ártottak a király által kívánt stabilitásnak. Egyrészt a Képviselőház, másrészt a király és a kormány közötti ellentét végül túl éles lett. Decazes-nak sikerült meggyőznie Richelieu-t és a királyt, hogy oszlassák fel a Képviselőházat, ami meg is történt 1816 szeptemberében. Ezt az 1814-es karta megmentésére szolgáló aktusként mutatták be, és a lakosság kedvezően fogadta.

#### Liberális rendszer kísérlete

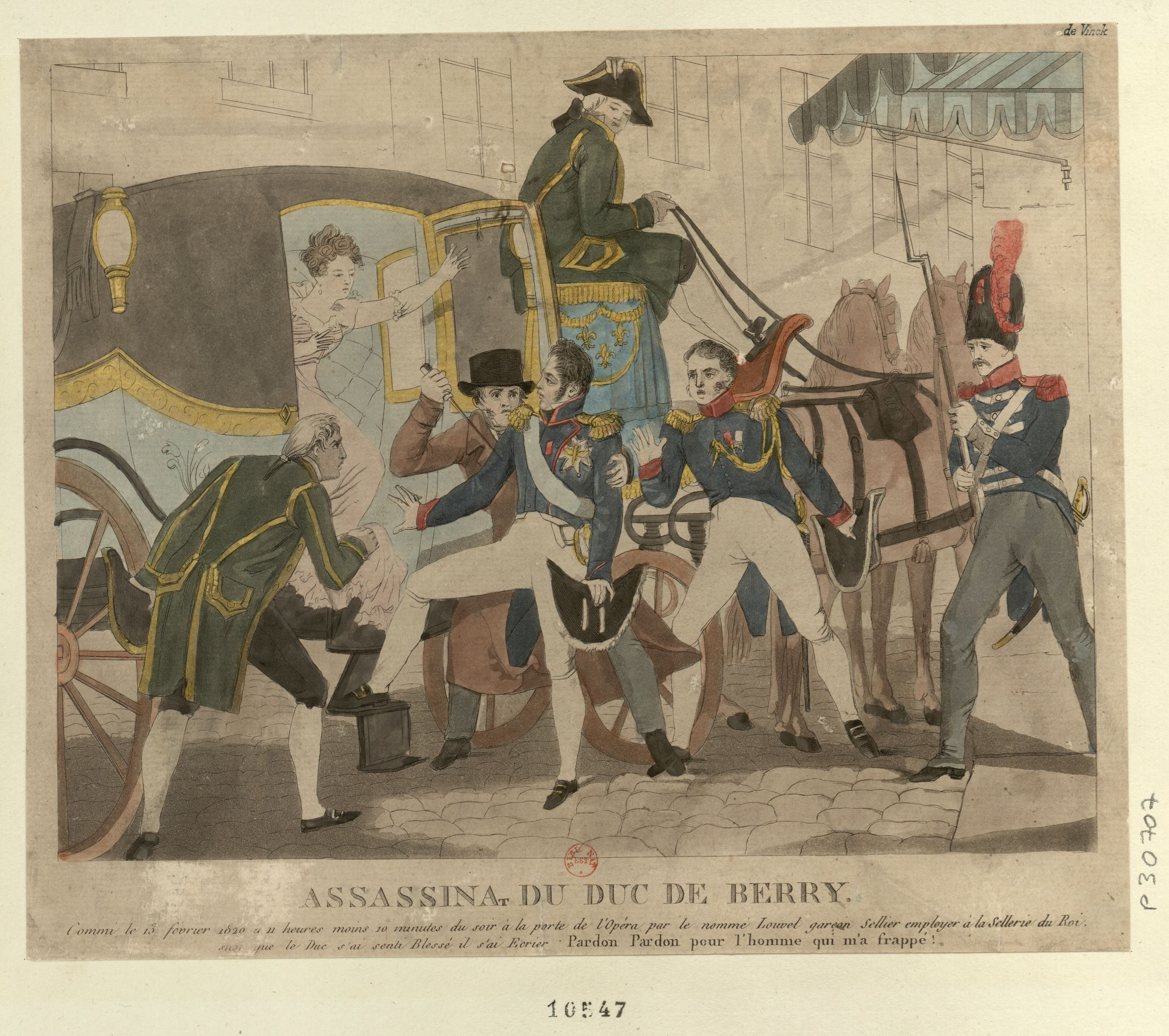
A Berry hercege elleni merénylet

Az 1816-os választások idején Decazes arra utasította a prefektusokat, hogy a mérsékelt monarchistákat támogassák. A kormány is állíthatott jelölteket, a választó tanácsok elnökeit pedig a király nevezte ki, tehát így is biztosítani lehetett a szélsőséges monarchisták vereségét, ami meg is történt. Következésképpen Richelieu és Decazes liberálisabb politikát kezdtek alkalmazni, ugyanakkor a király hatalmát is megerősítve. 1816–1817-ben súlyos élelmezési válság volt, ami néhány felkeléshez vezetett, de ezeket a hadsereg elfojtotta.
Ez az időszak fontos liberális törvények elfogadásáé is volt, főleg az egyik 1817-es, amely mélyen megváltoztatta a választási procedúrákat. Célja a szélsőségesen monarchista befolyás további korlátozása volt azzal, hogy idősebb polgár választókat volt hivatott vonzani, akikről azt feltételezték, hogy a kormány irányzatával értettek egyet. Ez mégis stratégiai hiba volt, mert valójában az Orléans-ház-párti baloldali liberálisoknak kedvezett. Egy másik törvény értelmében a katonák előreléptetése méltányosabb lett, és ez a liberálisokat is kielégítette. Ezen kívül más törvények jelentősen felszabadították a sajtót. Ez hamarosan veszélyesnek bizonyultak Decazes számára, aki a kormányfő lett miután Richelieu lemondott 1818-ban. A szélsőséges monarchista sajtó keményen bírálhatta Decazes-t liberális reformjai miatt, miközben a köztársaságpártiak is terjeszthették eszméiket. A restauráció liberális időszaka hozzájárult valamelyes gazdasági virágzáshoz is, és ezzel főleg ahhoz, hogy hamarabb legyen vége az idegen megszállásnak.
A liberális időszak véget ért 1820-ban, amikor kiéleződtek a feszültségek a szélsőséges monarchistákkal. XVIII. Lajosnak nem voltak gyerekei. A trónörökös öccse, Artois grófja volt, akinek két már elég idős fia volt, és az idősebbnek nem volt gyereke. A reményt Berry hercege képviselte, akinek egyelőre csak egy lánya született, ezért a dinasztia jövője bizonytalan volt. Az ő esetleg megszületendő fiúgyermekétől függött a dinasztia jövője, de merénylet áldozata lett 1820. február 13-án, amikor felesége várandós volt. A szélsőséges monarchisták a merényletet összeesküvés nyomán elkövetett királygyilkosságként kezelték. Arra volt alkalom számukra, hogy elérjék Decazes bukását ennek szerintük liberális reformjai által létrehozott légkört téve felelőssé a gyilkosságért. Bár a kormányfő kivételes intézkedéseket javasolt a szélsőséges monarchisták megnyugtatása céljából, erélyes ellenállásba ütközött, és a király környezete azt erőltette, hogy ez váltsa le, ami hamarosan meg is történt. Néhány hónapra rá Berry hercegének fia született, tehát elvileg a Bourbon-dinasztia uralma folytatódhatott volna.

### Az abszolutista reakciótól a bukásig (1820–1830)

#### A szélsőséges monarchizmus csúcsidőszaka

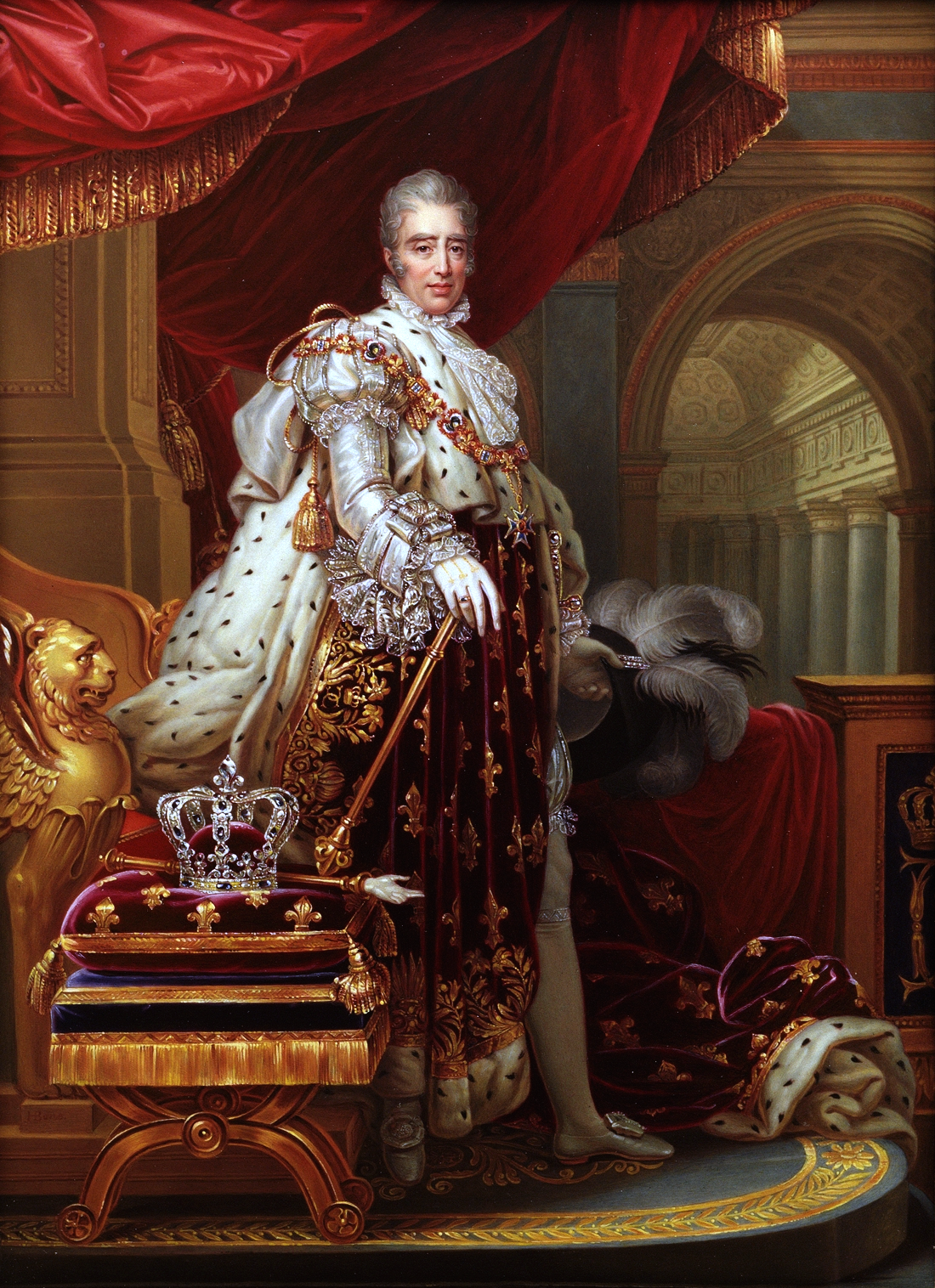
X. Károly koronázási öltözékben

A király visszahívta Richelieu-t a kormány élére. Eleinte a dolgok nem változtak lényegesen. A miniszterek többségükben ugyanazok maradt, mint Decazes idejében és jobb-közép politikát próbáltak folytatni. Richelieu által a Képviselőház elé terjesztett különleges törvényjavaslatokat még elődje készítette elő. Ezek megkönnyítették a letartóztatásokat és korlátozták a sajtószabadságot, jelentősen megnehezítve az ellenzék megnyilatkozásait. Ezen kívül az 1820-ban megszavazott választási törvény a szélsőséges monarchistáknak kedvezett, akik nagy többséghez jutottak az akkori választások alkalmával. Következésképpen Richelieu-nek többjüket kellett bevonnia a kormányba, elsősorban Joseph de Villèle-t. Azonban Richelieu politikáját bírálatok érték úgy a baloldali ellenzék részéről, mint a szélsőséges monarchistákéról, akik úgy találták, hogy nem megy elég messzire. A mérsékelt, de megöregedett és legyengült XVIII. Lajos egyre inkább Artois grófjának befolyása alá került. Richelieu megakarta hosszabbítani a sajtó cenzúrázását és ezzel is erős tiltakozást váltott ki a baloldaltól is, és a jobboldaltól is. Végül átadta tisztségét Villèle-nek.
A Villèle kormány 1821 vége felé kezdte el tevékenységét és időszaka a leghosszabb volt a restauráció történetében. Politikája a szélsőséges monarchizmus eszméire alapult. A minisztereket közvetlenül Artois grófja nevezte ki, aki a politikájukat is meghatározta. A közigazgatás tisztogatáson ment át, és 1822-ben Villèle elrendelte, hogy a köztisztviselők támogassák a szélsőséges monarchista jelölteket a választások alkalmával. Pénzügyminiszterként egy kivétellel pozitív költségvetéseket ért el és központosította a pénzügyi igazgatást. Olyan mechanizmusokat kezdeményezett, amelyek a 21. században is megvannak, például az állami kiadások felügyelete a Számvevőszék által. Egyéb jelentős cselekvése ennek a kormánynak az volt, hogy elkötelezte magát a Szent Szövetség oldalán és 1823-ban ennek nevében hadjáratot indított az abszolút monarchia visszaállítására Spanyolországban. Ezzel Franciaország némi nemzetközi tekintélyt szerzett. Az elért sikerek azt tették lehetővé, hogy Villèle kihasználja a létrejött kedvező légkört ahhoz, hogy 1824-ben fel legyen oszlatva a Képviselőház, és a választásokon elsöprő szélsőséges monarchista többség jöjjön létre.
Ugyancsak Villèle kormányzása idején, 1824 szeptemberében meghalt XVIII. Lajos. Tesvére, Artois grófja lépett a trónra X. Károly néven, akinek így még jobb helyzete volt ahhoz, hogy szélsőséges monarchista politikát határozzon meg. Sok intézkedést foganatosítottak ez irányban, például jóvátételek nyújtását azoknak a nemeseknek, akik javait államosították és eladták a forradalom idején. A forradalom örökségét úgy is próbálták eltörölni, hogy nagy engesztelő szertartásokat rendeztek XVI. Lajos emlékére és általában megerősítették a királyság és az egyház szövetségét a Hit Lovagjai nyomására. Sok püspököt neveztek ki nemesek közül, és nőtt az egyház hatása az oktatásra. A közvélemény fenntartásokkal fogadta az egyház növekvő szerepét.
Végül Villèle fokozatosan megerősödő liberálisok új nemzedékével szembesült, de olyan szélsőséges monarchistákkal is konfliktusba került, mint Mathieu de Montmorency-Laval és François-René de Chateaubriand. Ehhez gazdasági válság adódott hozzá, és a kormány több kudarcot szenvedett 1826-ban, főleg amikor elutasították az öröklési jogról szóló törvényjavaslatát, mely a legnagyobb fiútestvérnek kedvezett, vagy a sajtó cenzúrázásának súlyosbítására vonatkozó törvényjavaslatát. Tiltakozáshullámot keltett az is, hogy felszámolták a forradalom idején létrejött nemzetőrséget, mert a hatalom által eszközölt intézkedések ellen hangzottak el jelszavak soraiból, amikor a király szemlét tartott felette. Kétségbeesésében Villèle elérte, hogy a király nevezzen ki 76 pairt a hívei közül és oszlassa fel a Képviselőházat. Az 1827. november 17-én és 24-én lezajlott választások szélsőséges monarchista többséget eredményeztek, de köztük Villèle ellenfelei is voltak. Ezek együtt szavaztak a liberális ellenzékkel, hogy Villèle-nek ne legyen többsége. 1828. január 5-én a király új kormányt alakított az utóbbi nélkül.

#### Utolsó próbálkozások a restauráció rendszerének fenntartására

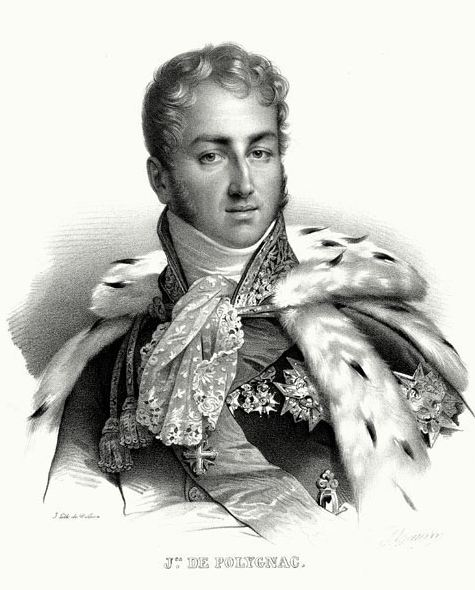
Jules de Polignac, a restauráció időszakának utolsó kormányfője

Az új Képviselőházban nem lévén gyakorlatilag többség, nehéz volt irányítani. X. Károly megpróbált megbékélést elérni Martignac vikomtot nevezve ki jobb-közép kormány élére. Politikája liberális volt, korlátozta a jezsuiták és a vallási gyülekezetek befolyását, valamint részben módosította a sajtóra vonatkozó törvényeket. Hamarosan kiváltotta a király és a parlament ellenségességét és több kudarcot vallott a Képviselőház részéről 1829 elején. Az uralkodó megvárta a parlamenti ülésszak végét, hogy menesztesse a kormányt.
A király a szélsőséges monarchista Jules de Polignac-ot bízta meg új kormány megalakításával, mely teljességében szélsőséges monarchista volt. Az ellenzéki sajtó azonnal bírálatokkal illette, de a saját táborának egy része is. A liberálisok ún. „bankettek”-en gyűltek össze, ahol szerintük a király által megszegett 1814-es kartáért szálltak síkra.
A kormánynak sem sikerült megtartani egységét, miközben az ellenzék egy része azt fontolgatta, hogy az Orléans-házhoz forduljon a helyzet megoldására. 1830 elején a kormány maga ellen fordította a Képviselőházat. Royer-Collard képviselő petíciót indított a királyhoz a kormány ellen, melyet 402-ből 221 képviselő írt alá. X. Károly azzal reagált, hogy feloszlatta a Képviselőházat és ezzel a viszonylag mérsékeltebb minisztereket sokkolta, akik kiléptek a kormányból.

#### A rendszer vége

A szabadság vezeti a népet (Eugène Delacroix képe), a júliusi forradalom jelképe

Azért, hogy nagyobb legyen a tekintélye a júliusi választások előtt, május 25-én X. Károly hadjáratot indított Algír ellen meghódítása céljából, hogy megakadályozza a Földközi-tengeren zajló kereskedelmet megnehezítő kalózkodást. Ez volt a később gyarmatosított Algéria meghódításának kezdete. Azonban Algír elfoglalása túl későn vált ismertté Franciaországban, és az ellenzék többséget szerzett a Képviselőházban.
Július 25-én négy rendelettel a király felfüggesztette a sajtószabadságot, feloszlatta a Képviselőházat és lecsökkentette a választók számát. A választásokat szeptemberre írta ki. A közvélemény szemében ez tulajdonképpeni államcsíny volt. Július 26-án Adolphe Thiers megszerkesztett egy tiltakozást ellene, és 44 liberális újságíró aláírta. Több újság közölte, megszegve a sajtóra vonatkozó rendeletet. Ebben a feszült légkörben a köztársaságpártiak és volt karbonárók izgatták és szervezték a párizsi tömegeket, kirobbantva a júliusi forradalmat. Július 27-én este Párizsban barikádok jelentek meg. A monarchista liberálisok főalakjai, mint François Guizot, Casimir Perier vagy La Fayette márki megpróbáltak tárgyalni a királlyal, de hiába. Elhatározták, hogy átveszik az események irányítását, attól tartva, hogy a köztársaságpártiak kerekednek felül. Végül az uralkodó mégis visszavonta rendeleteit és új kormányt alakított, de már nem tudta helyrehozni a dolgokat.
Július 30-án a képviselők Lajos Fülöpöt, Orléans hercegét tették meg a király helyettesének, miközben Párizs városi bizottsága bejelentette X. Károly uralmának végét. Augusztus 2-án a király lemondott, fia pedig, Louis François d’Artois lemondott trónörökösi jogáról Bordeaux hercege, Berry hercegének kisfia javára. A régensséget Lajos Fülöp volt hivatott biztosítani, miközben a bukott király elhagyta az országot. Azonban már túl késő volt ahhoz, hogy folytatódhasson a Bourbon-dinasztia uralma. Az országban újra elterjedt a trikolór és a hír, hogy Lajos Fülöp a király helyettese.
Augusztus 3-án Orléans hercege összehívta a parlamentet és új kormányt alakított. Augusztus 7-én nagy többséggel megszavaztak egy új alkotmányos kartát és augusztus 9-én kikiáltották Orléans hercegét I. Lajos Fülöp királlyá. Ez volt a Bourbon-restauráció vége és a Júliusi monarchia kezdete.